# خانم پتیگرو برای یک روز زندگی می‌کند
خانم پتیگرو برای یک روز زندگی می‌کند (انگلیسی: Miss Pettigrew Lives for a Day) یک فیلم در ژانر کمدی رمانتیک به کارگردانی بهارات نالوری است که در سال ۲۰۰۸ منتشر شد.

## بازیگران
- فرانسیس مک‌دورمند
- ایمی آدامز
- مارک استرانگ
- لی پیس
- شرلی هندرسون
- کیران هایندز
- بیتی ادنی
- کریستینا کول
- مت رایان